# Reforma bohèmia
La Reforma bohèmia (també coneguda com la Reforma txeca o Reforma hussita), anterior a la Reforma Protestant del segle xvi, va ser un moviment cristià de finals de l'edat mitjana i inicis de la moderna al regne i a la Corona de Bohèmia (actualment la República Txeca), clamant per una reforma de l'Església Catòlica. Durà més de 200 anys, va tenir un significatiu impacte en el desenvolupament històric de l'Europa Central i és considerat un dels moviments religiosos, socials, intel·lectuals i polítics del període modern. La Reforma bohèmia produí la primera església nacional separada de l'autoritat romana, els primers moviments religiosos apocalíptics d'inicis del període modern, així com la primera església protestant pacifista.

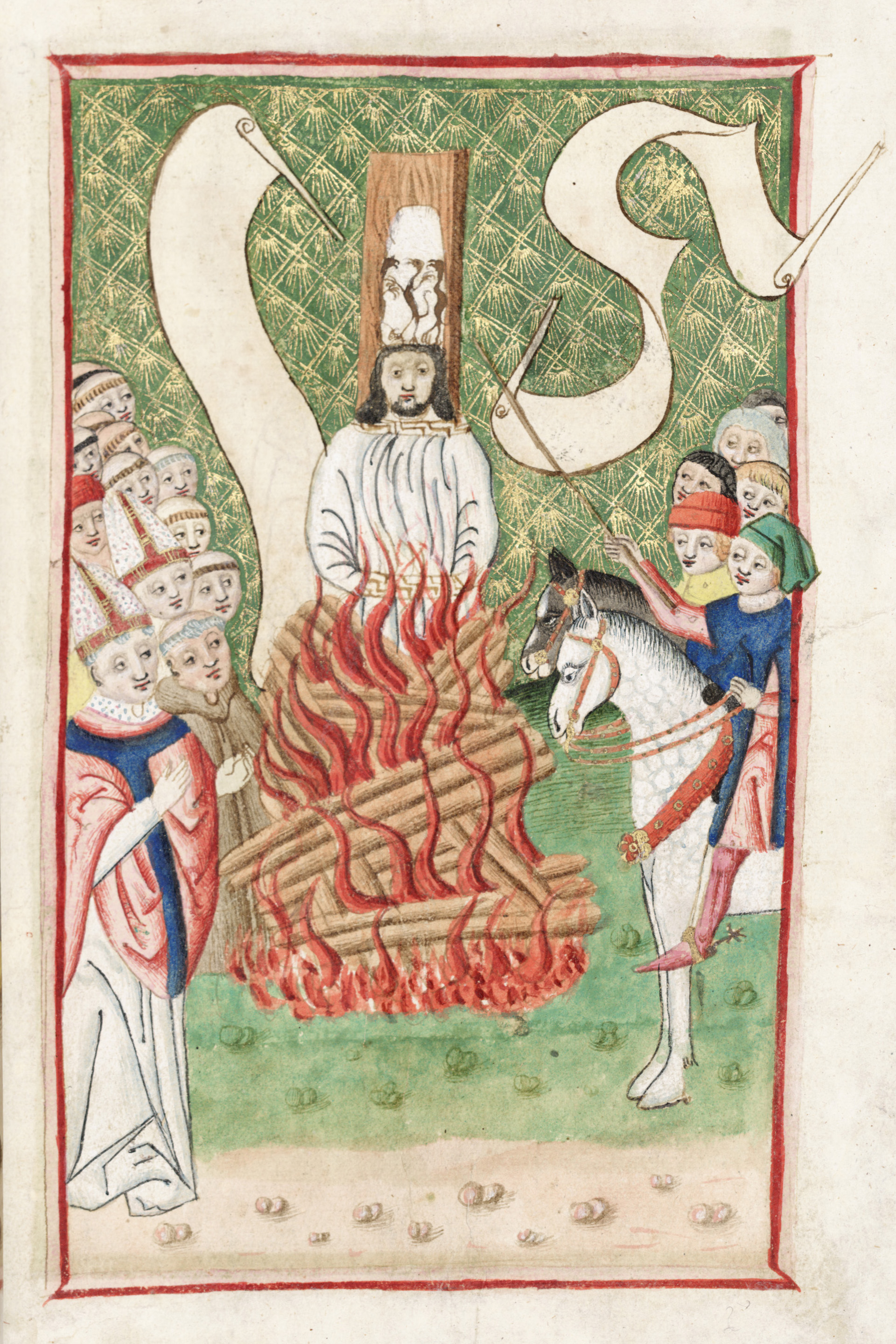
Jan Hus a la foguera

La Reforma bohèmia no va ser un moviment internament unificat i no va romandre immutable. Tot i que se separà en múltiples grups, algunes característiques van ser compartides per tots ells, com la comunió sota les dues espècies, rebuig per la riquesa i poder de l'Església, èmfasi en la predicació de la Bíblia en llengua vernacla i la relació immediata entre home i Déu. La Reforma bohèmia incloïa particularment els esforços per reformar l'Església abans de Jan Hus, el moviment hussita (incloent els taborites i els orebites), la Unitat dels germans i els ultraquistes o calixtins.
Conjuntament amb els valdesos i els lolards (liderats per John Wycliffe), la Reforma bohèmia és considerada com la precursora de la Reforma protestant. Aquests moviments a vegades són referits com la «Primera Reforma» en la historiografia txeca. Malgrat la influència de les reformes alemanyes i suïsses, la Reforma bohèmia no es va dissoldre en elles, tot i que alguns utraquistes txecs van créixer molt propers als luterans. La Reforma bohèmia va tenir el seu propi desenvolupament fins a la supressió de la revolta bohèmia el 1620. El victoriós rei restaurat Ferran II decidí forçar tots els habitants de Bohèmia i Moràvia a convertir-se al catolicisme d'acord amb el principi cuius regio, eius religio de la Pau d'Augsburg (1555). La Reforma bohèmia acabà sent difosa al món protestant i gradualment perdé els seus trets distintius. La Patent de tolerància publicada el 1781 per Josep II no comportà una restauració de la Reforma bohèmia. Josep II no va respectar la tradició religiosa bohèmia i només els luterans, calvinistes i ortodoxos orientals van ser legalitzats a la Corona de Bohèmia i d'altres parts del seu reialme. Malgrat l'extinció de la Reforma bohèmia com a moviment cristià distintiu, la seva tradició no va desaparèixer. Moltes esglésies, i no només a la República Txeca, no han oblidat el seu llegat i intenten continuar la seva tradició, com per exemple, l'Església Morava (continuadora de la Unitat dispersa dels Germans), l'església protestant dels germans txecs (Českobratrská církev evangelická), l'església husita txecoslovaca (Československá církev husitská), l'Església dels germans (Církev bratrská), la Unió dels germans baptistes (Bratrská jednota baptistů) i altres denominacions.

## Orígens

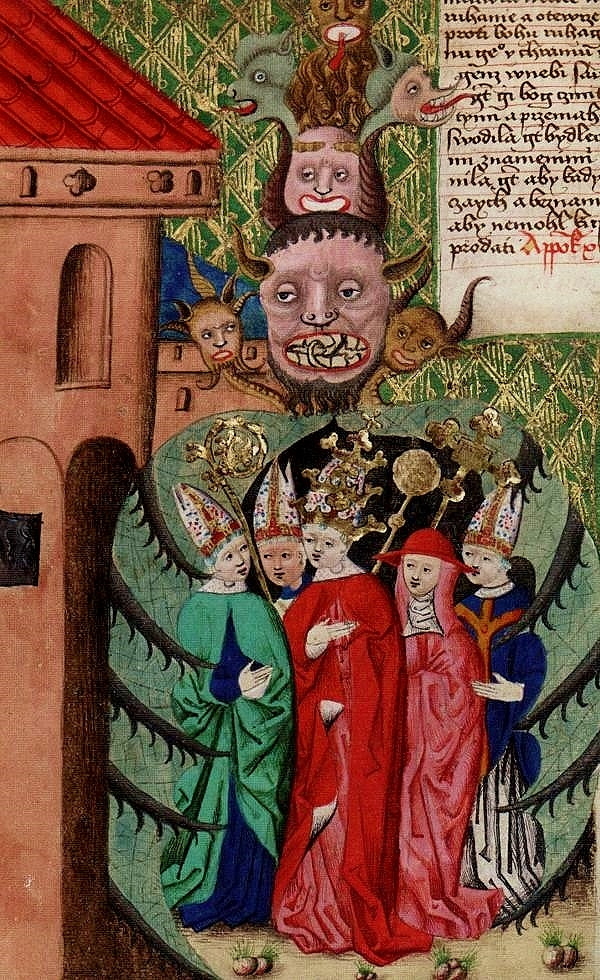
El Papa amb un cardenal i bisbes com a representants de l'Església decadent abraçats per la bèstia apocalíptica.

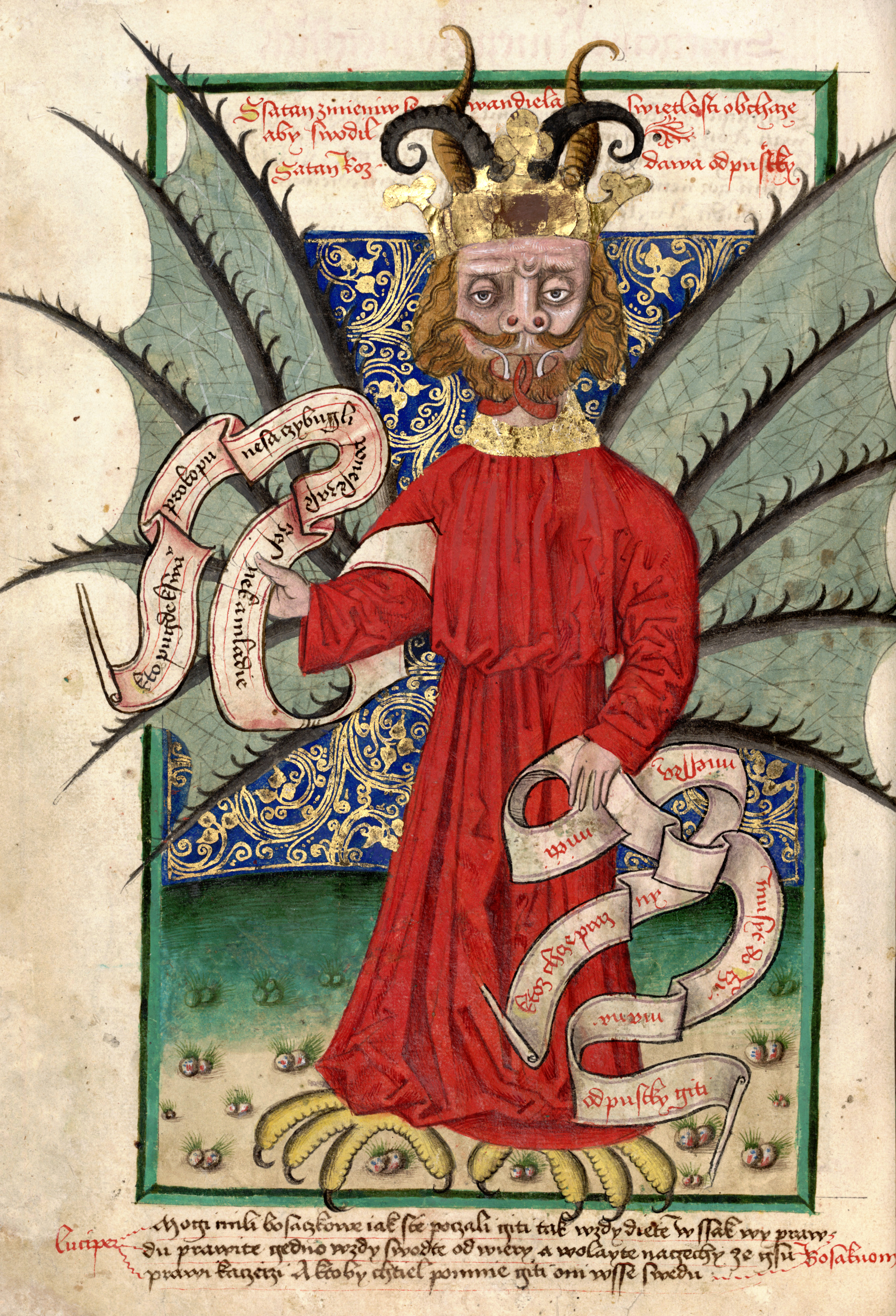
Satan venent indulgències.

La reforma bohèmia començà a Praga durant la segona meitat del segle xiv. En aquella època Praga no només era la capital del rei de Bohèmia, sinó que també del Sacre emperador romà (i Rei dels Romans). Praga era una de les majors ciutats d'Europa, i després d'Avinyó, Roma i París era la ciutat amb la més alta concentració de clergues de la cristiandat occidental. Els inicis de la Reforma bohèmia estaven molt relacionats amb la crítica vers el lax estil de vida de molts clergues. A finals de la dècada del 1370 i inicis de la de 1380 els teòlegs de la universitat de Praga reclamaven la reforma del presbiterat decadent en l'esperit de l'emergent conciliarisme, per l'educació dels preveres mal preparats, i l'acceptació cada cop més freqüent de l'Eucaristia en l'esperit de la Devotio Moderna. Els representants més significatius del moviment reformista universitari van ser Enric de Bitterfeld (Heinrich von Bitterfeld) i Mateu de Cracòvia.
A més dels teòlegs universitaris hi havia predicadors reformistes, com Conrad Waldhauser († 1369), un agustinià d'un monestir a Waldhausen que predicà a la Ciutat Vella de Praga en alemany i en llatí, especialment contra la simonia i la baixa moral. Un altre influent predicador va ser Milíč de Kroměříž, que predicà en llatí, txec i alemany. Ajudà a moltes prostitutes a començar una nova vida. Donava l'Eucaristia diàriament, la qual cosa era molt rar, car els laics normalment només combregaven un cop l'any. Aquesta pràctica de comunió habitual esdevingué molt popular. Tot i que va ser un fenomen únic a Europa, esdevingué habitual a Bohèmia fins a les darreries del segle xiv. La qüestió eucarística esdevingué crucial per a la naixent reforma bohèmia i a la dècada del 1410 la comunió en les dues formes i la comunió infantil van ser introduïdes a la pràctica litúrgica bohèmia.
Mateu de Janov († 1394), que estudià a les universitats de Praga i de París, va escriure «Regulae Veteris et Novi Testamenti» ("Principis de l'Antic i el Nou Testament"), que és un llibre essencial de l'inici de la reforma bohèmia. La Bíblia era l'única autoritat real en matèria de fe segons ell i només els seguidors sincers de Crist eren autèntics cristians d'acord amb la seva opinió.
La traducció completa de la Bíblia al txec a mitjans del segle xiv també contribuí a l'origen de la reforma. Després del francès i l'italià, el txec esdevingué el tercer idioma modern europeu al qual es traduí tota la Bíblia.

## Jan Hus

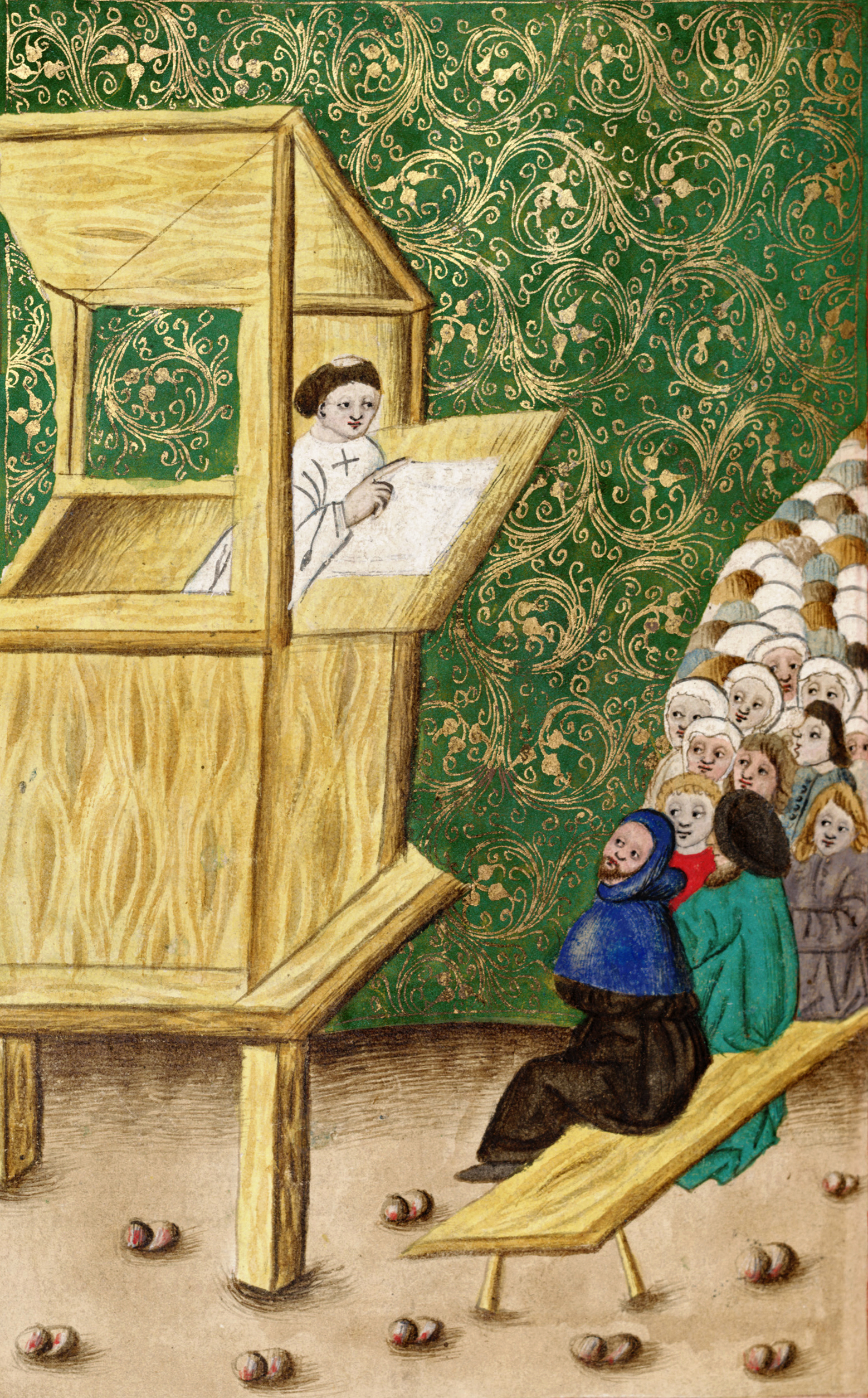
Jan Hus predicant

El representant més conegut de la Reforma bohèmia és Jan Hus. Va ser un influent professor universitari i un popular predicador a la capella de Betlem a la ciutat antiga de Praga. La capella va ser fundada al 1391 d'acord amb l'esperit de la naixent reforma. Estava destinada només per a sermons en txec i podia admetre fins a 3.000 persones. Jan Hus i els seus amics (com Jacob de Mies) eren escèptics davant la idea del conciliarisme, que reclamava una reforma de l'Església des de dalt mitjançant els cardenals i els teòlegs. Per a ells, cardenals i teòlegs eren culpables de la mateixa corrupció que el propi papat. Hus creia que el cap de l'Església era més aviat Jesucrist que no pas el Papa. En algunes qüestions estava inspirat per les idees de John Wycliffe, teòleg i filòsof d'Oxford. Es pot veure en la seva cooperació amb el poder secular que els donava suport. Conjuntament amb Wycliffe pensaven que l'aristocràcia podia ajudar l'Església a esdevenir pobre i centrar-se només en qüestions espirituals confiscant les seves propietats. El 1412 Jan Hus criticà la venta d'indulgències que van donar lloc a una inestabilitat a Praga, suprimida per l'ajuntament.
Quan Hus, com a resultat d'un interdicte, abandonà Praga, s'adonà que havia un abisme entre l'educació universitària i l'especulació teològica per un costat, i la vida dels capellans de poble sense educació i els laics que confiaven els uns amb els altres. Així, començà a escriure molts textos en txec, com les bases de la fe cristiana o sermons, dirigits principalment cap als preveres que pràcticament no sabien llatí.
Abans que Hus abandonés Praga, decidí prendre un pas que donà una nova dimensió als seus esforços. Ja no posaria més la seva confiança en un rei indecís, un Papa hostil o un Concili infectiu. El 18 d'octubre de 1412 apel·là a Jesucrist com a jutge suprem. En apel·lar directament a la màxima autoritat cristiana, el mateix Crist, deixava de costat les lleis i estructures de l'església medieval. Per a la Reforma bohèmia, aquest pas va ser tant significatiu com les 95 tesis clavades a la porta de la l'església de Wittenberg per Martí Luter el 1517.
L'execució de Hus al Concili de Constança el 1415 només comportà la radicalització dels seguidors de Hus. El 1414, Jacob de Mies donà per primera vegada la sagrada comunió sota les dues formes als laics (pràctica prohibida pel Quart Concili del Laterà del 1215) amb l'aprovació de Jan Hus, qui ja vivia a Constança (Alemanya). La comunió sota les dues formes, representada pel calze, esdevingué el símbol principal de la Reforma bohèmia, símbol que ha perdurat fins a l'actualitat entre els cristians no catòlics de la República Txeca.

## Els hussites

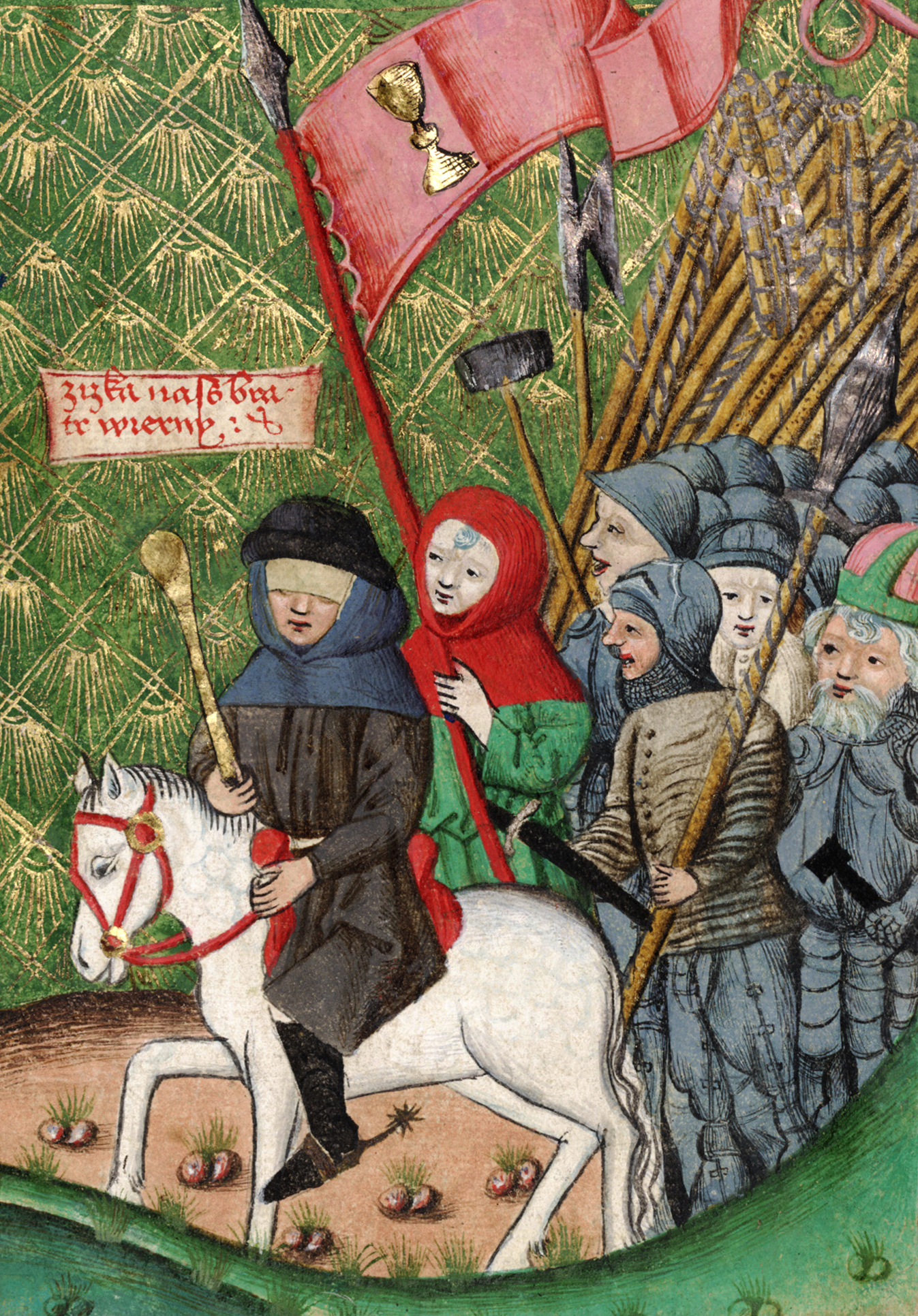
Jan Žižka al capdavant de tropes dels hussites radicals

Després que Jan Hus fos cremat a la foguera, la Reforma bohèmia començà a oposar-se contra el Concili de Constança i després del Papa, i esdevingué un moviment religiós distintiu amb els seus propis símbols (el calze), rituals (la comunió freqüent sota les dues formes fins i tot pels nens) i màrtirs (Jan Hus, Jeroni de Praga). A la dècada del 1420 esdevingué separada de l'Església Catòlica en totes les formes, a excepció de la negació de la successió apostòlica i de la creació conscient d'una església independent.
A causa de la situació política, els hussites no eren només un grup religiós sinó que també esdevingué una facció política i militar. El programa ideològic i polític compartit pels hussites en començar les guerres hussites estava dins dels Quatre Articles de Praga, que poden resumir-se així:
1. Llibertat per predicar la Paraula de Déu
2. Llibertat per la comunió del calze (sota les dues formes també per als laics)
3. Exclusió del clergat de les grans possessions temporals o autoritat civil
4. Repressió estricta i càstig dels pecats mortals públics, ja sigui clergue o laic[16]

L'estiu de 1419, desenes de milers de persones es trobaren per a un massiu ofici religiós a un turó batejat com a "Mont Tabor", on es fundà la ciutat de Tàbor. Els anomenats "taborites" practicaven una forma d'economia comunal que seria de gran interès per als historiadors marxistes.
Després de la batalla de Lipany el 1434, en la que els hussites moderats units als catòlics derrotaren els hussites radicals, es pogué assolir un compromís amb l'Església catòlica i l'Emperador i rei coronat de Bohèmia Segimon I. L'acord portà a la reconciliació entre la major part dels reformistes bohemis i l'Església romana. El text de la Compactata basat en els Quatre Articles va ser acceptat tant pels representats polítics txecs (bohemis i moravians) com pel Concili de Basilea, però el Papa rebutjà reconèixer-los.

## Església Utraquista Bohèmia

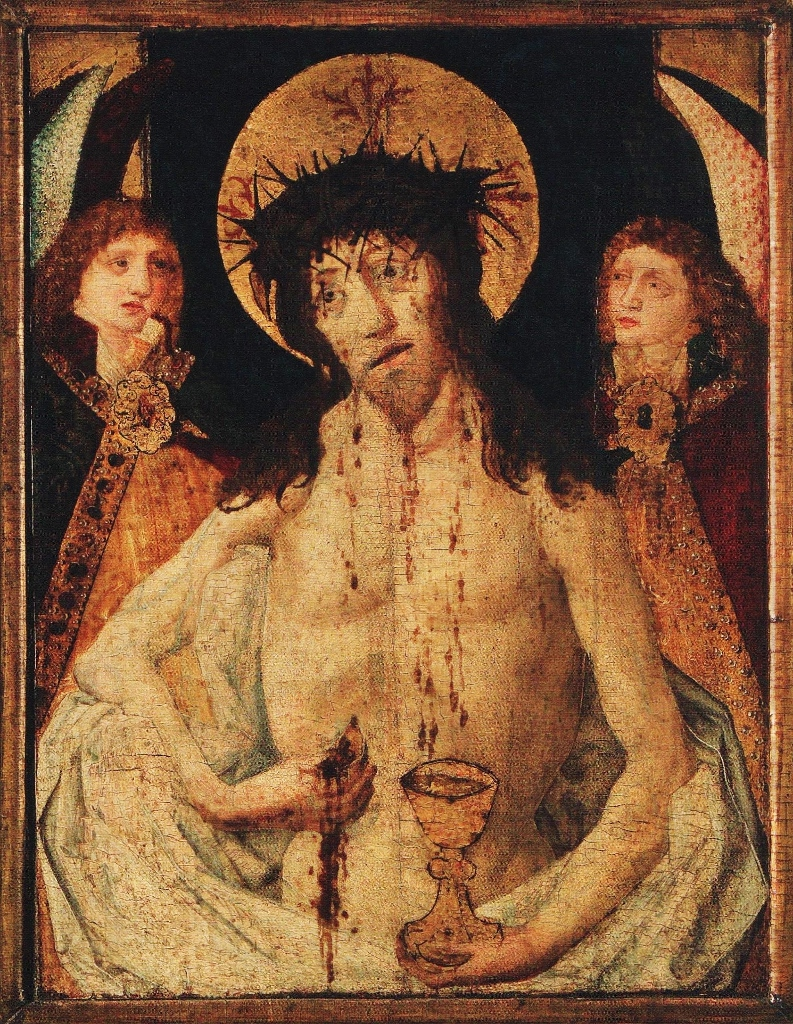
Home de dolor, de l'església de la Mare de Déu davant Týn a Praga, la principal església utraquista. És una peça artística crucial de la reforma bohèmia de finals del. Crist es toca la ferida del costat esquerre, d'on treu una hòstia (el seu cos) mentre la seva sang cau en un calze. El calze, símbols dels hussites, demostra clarament la pràctica de rebre la comunió sota les dues formes

És una peça artística crucial de la reforma bohèmia de finals del segle xv. Crist es toca la ferida del costat esquerre, d'on treu una hòstia (el seu cos) mentre la seva sang cau en un calze. El calze, símbols dels hussites, demostra clarament la pràctica de rebre la comunió sota les dues formes. L'Església Utraquista Bohèmia va ser un cos eclesiàstic autònom que emergí a Bohèmia i Moràvia, que es veia a si mateix om a part de l'única, santa Església Catòlica, però que seguia en una comunió merament formal amb el Romà Pontífex. Durant tot el segle xv mantingué l'ambició de servir com avantguarda de reforma de tota la Cristiandat occidental. Durant llarg temps, aquesta església, cismàtica segons el punt de vista de Roma, va ser un fenomen únic a Europa. Fins al 1471, l'església va estar encapçalada per l'arquebisbe electe de Praga, Jan Rokycana, que mai no va ser confirmat per la Santa Seu. En morir va ser succeït pel Consistori Utraquista, presidit pel seu administrador. El Consistori Utraquista tenia la seu a la Ciutat Vella de Praga. L'Església continuà reconeixent la successió apostòlica a l'Església Romana, i insistí en l'ordenació del seu clergat per bisbes catòlics.
L'església era majoritàriament de parla txeca, tot i que també incloïa algunes comunitats de parla alemanya. Amb l'emergència de la Reforma Protestant l'Església Utraquista hagué de definir la seva identitat no només en relació amb Roma, sinó que també amb les esglésies reformades. Durant tot el segle XVI Bohèmia i Moràvia gaudiren d'una considerable tolerància religiosa que no estava limitada pel principi cuius regio, eius religio. La defensa de la seva pròpia identitat va ser un principal problema per a l'Església Utraquista durant tota la seva existència (que s'estengué fins al 1622). La fusió dels utraquistes amb els brethrens i els luterans en suport de la Confessió Bohèmia (1575) no podia sinó allunyar-se de Roma encara més. En conseqüència de la Carta de Majestat publicada el 1609 per Rodolf II, emergí una il·lusòria església unificada que encara complicà més la qüestió eclesiològica per als utraquistes, així com per als luterans i, especialment, per als brethrens.
La principal expressió que distingí la confessió va ser una litúrgia reformada que combinava el llatí i el txec, i que practicaven la comunió sota les dues formes per als laics de totes les edats, incloent els nens petits. Jan Hus va ser considerat un sant i venerat com a màrtir de la causa de renovació de l'Església de Crist.

## Unitas Fratrum
Els Unitas Fratrum o Germandat dels Brethen (Jednota bratrská en txec) van ser fundats el 1457 per seguidors bohemis de Jan Hus, que estaven disconformes en el desenvolupament religiós del seu país, especialment per la guerra que es feia en nom de Déu. Estaven molt impactats per la predicació de Petr Chelčický. La primera germandat estava en contacte amb els valdesos. Els Brethren bohemis eren coneguts pel seu biblisme radical. Després d'un cert període de vacil·lació decidiren negar la successió apostòlica i establir-se com una Església diferent. Considerats com a heretges i perseguits tant pels catòlics romans i com pels utraquistes (hussites, calixtins) es van convertir en cristians tolerants a altres denominacions. No creien que fossin l'única església veritable. Fins i tot no volen ser anomenats una església, sinó que utilitzaven el terme "unitat" per descriure la seva denominació, perquè creien que només hi havia una Església de Crist, que era invisible.
La Unitat dels Germans realitzà la primera traducció de la Bíblia al txec des dels idiomes originals. Aquesta tasca va ser iniciada pel bisbe dels Germans Jan Blahoslav, que va traduir el Nou Testament del grec el 1564. La Bíblia completa va ser publicada en sis volums entre 1579 i 1593, amb extenses anotacions. Va ser impresa en una casa forta morava a Kralice nad Oslavou, de manera que se la coneix com la "Bíblia Kralice". Va ser la primera Bíblia txeca en la què els versets van ser comptats.
A part de Jan Blahoslav, altres teòlegs famosos de la Unitat van ser Lluc de Praga, Jan Augusta o Jan Amós Comenius. Durant el temps de la intransigent Contrareforma a Bohèmia i Moràvia després de 1620, els dirigents de la Unitat es van veure obligats a abandonar el país. Comenius va tractar de dirigir la Unitat a l'exili, però després de la seva mort va entrar en declivi. El 1722 la Unitat dels Germans va ser renovada en Saxònia per emigrants de Moràvia amb el suport del comte local Nicolaus Ludwig von Zinzendorf. Des de llavors, la Unitat també ha estat coneguda com l'Església Morava.